# White Limousine EP
White Limousine EP è un EP del cantautore Duncan Sheik, pubblicato poco prima dell'omonimo album White Limousine. Delle sette tracce incluse nell'Ep, quattro sono brani esclusi dall'album White Limousine e tre sono b-side facenti parti della stessa sessione di registrazione.
La title track è differente rispetto a quella inserita nella tracklist dell'album. L'EP è stato pubblicato in formato CD-R e distribuito durante alcuni show, avvenuti poco prima della pubblicazione dell'album.

## Tracce
1. "White Limousine" - 4:41
2. "Nothing Fades" - 4:57
3. "Fantastic Toys And Corduroys" - 5:12
4. "Land" - 5:31
5. "Action At A Distance"** - 5:32
6. "Altered"** - 5:11
7. "The Aftermath"** - 4:29

**B-side dalla sessione di registrazione di White Limousine

## Formazione
- Duncan Sheik - chitarra, voce
- Gerry Leonard - chitarra
- Doug Yowell - batteria
- Jeff Allen - basso
- Jay Bellarose - percussioni